# 홀리 매디슨

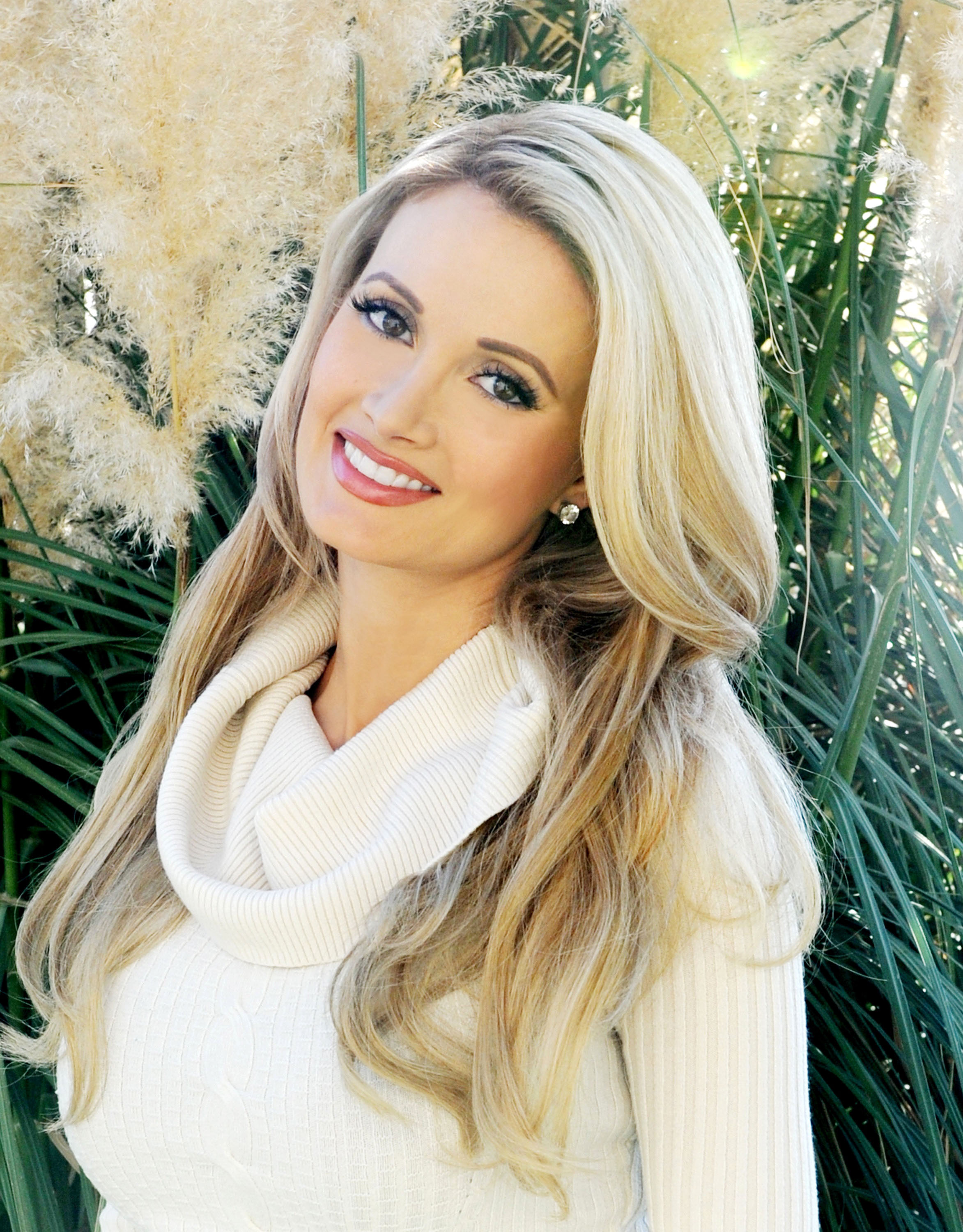
홀리 매디슨

홀리 매디슨(영어: Holly Madison, 1979년 12월 23일 ~ )은 미국의 모델이다.